# Shams El Karanfily
Shams El Karanfily , en árabe: شمس القرنفلي‎, es un escultor contemporáneo egipcio, nacido el año 1965.

## Vida y obras
Licenciado en bellas Artes por la Universidad de Helwan en la especialidad de Escultura el año 1988; obtuvo una Maestría en la misma Universidad en 1995, Doctor en 2001. Es miembro de la Asociación de Artistas y actualmente profesor en el Departamento de Educación Artística de la Facultad de Educación de la Universidad de Benha.

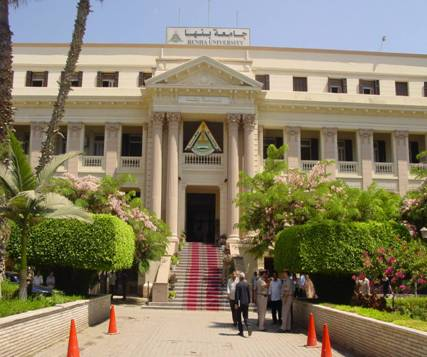
Universidad de Banha, donde es profesor.

Su obra está representada en colecciones públicas, en los fondos de la Biblioteca de Alejandría y en el Museo de Arte Moderno de El Cairo y la Biblioteca Mubarak en El Cairo, en colecciones privadas de Egipto y en el extranjero.